# Спелл, Уильям
Уи́льям Га́рри «Билл» Спелл (англ. William Harry «Bill» Spell; род. Голден-Валли, Миннесота, США) — греко-американский бизнесмен и филантроп, основатель и президент частной инвестиционной компании «Spell Capital Partners» (Миннеаполис, Миннесота). Президент, директор и член советов директоров многочисленных государственных и частных компаний, включая некоммерческие и благотворительные организации. Обладает обширными знаниями и опытом в области выкупа ценных бумаг у частных акционеров, слияний и поглощений, мобилизации капитала, управления бизнесом и финансового менеджмента. Член Ордена святого апостола Андрея, носит оффикий (титул) архонта лаосинакта Вселенского Патриархата Константинополя.

## Биография
Родился в греческой семье. Его предки иммигрировали в США из Греции.
Окончил среднюю школу в Голден-Валли (1975), Миннесотский университет со степенью бакалавра наук (1979) и Школу менеджмента Карлсона Миннесотского университета со степенью магистра делового администрирования (1982). В 2006—2007 годах работал адъюнкт-преподавателем Школы менеджмента, читал курс «Управление бизнесом».
В 1981 году занялся деятельностью в инвестиционно-банковском секторе на Среднем Западе.
В 1988 году основал компанию «Spell Capital Partners»
В 1997 году совместно со своей супругой основал благотворительный фонд «Spell Family Foundation», оказывающий поддержку, главным образом, религиозным, медицинским и детским филантропическим учреждениям.
В 2006 году совместно с супругой учредил компанию «Spell Estate» (Санта-Роза, Калифорния), выпускающей вино. Продукция компании получила положительные отзывы от престижных журналов «Wine Spectator», «Wine & Spirits», «Wine Enthusiast», «Tasting Panel», «International Wine Cellar» (сегодня — «Vinous») и др.

## Личная жизнь
Проживает в Идайне (Миннесота) и Скотсдейле (Аризона) со своей супругой Тики Спелл. Пара имеет двух детей.
Прихожанин греческой православной церкви. Занимал должность председателя своего местного прихода. Участвует в деятельности нескольких организаций, аффилированных с Греческой Православной Архиепископией Америки.